# Crow (langue)
Pour les articles homonymes, voir Crow.
Le crow (autonyme : apsáalooke, /ə̀ˈpsáːɾòːɡè/) est une langue amérindienne de la famille des langues siouanes du sous-groupe du Missouri.
Le crow est parlé dans la réserve crow, aux États-Unis, dans le sud-est du Montana. Le nombre de locuteurs de langue maternelle se situe entre 2 000 et 3 000 personnes. La langue est une des langues amérindiennes les plus vivantes. Les locuteurs ont tous les âges et la langue est utilisée dans la vie sociale.

## Phonologie

### Consonnes
|           | Bilabiale | Dentale | Palatale | Vélaire | Glottale |
| --------- | --------- | ------- | -------- | ------- | -------- |
| Occlusive | p [p]     | t [t]   |          | k [k]   | (ʾ) [ʔ]  |
| Fricative |           | s [s]   | sh [ʃ]   | x [x]   | h [h]    |
| Affriquée |           |         | ch [tʃ]  |         |          |
| Nasale    | m [m]     | n [n]   |          |         |          |